# Leonard Meredith
Leonard Meredith (n. 2 februarie 1882, Londra, Regatul Unit al Marii Britanii și Irlandei – d. 27 ianuarie 1930, Davos, cantonul Graubünden, Elveția) a fost un ciclist de performanță ce a reprezentat Regatul Unit al Marii Britanii și al Irlandei de Nord, medaliat olimpic. A participat la o ediție a Jocurilor Olimpice (1912) în care a câștigat o medalie de argint.